# Sojoez TMA-05M
Sojoez TMA-05M was een ruimtevlucht naar het Internationaal ruimtestation ISS die op 15 juli 2012 werd gelanceerd. De Sojoez vervoerde drie bemanningsleden voor ISS Expeditie 32. De gezagvoerder vloog zijn vijfde missie, zijn metgezellen maakten hun tweede vlucht. Het was de 114e vlucht van een Sojoez-ruimteschip, na de eerste lancering in 1967. De Sojoez bleef aan het ISS gekoppeld tijdens het verblijf in het ISS van haar oorspronkelijke bemanning. Op 19 november bracht de Sojoez haar bemanning weer veilig terug naar aarde. Het drietal kwam op 91 km noordoostelijk van Arkalyk neer.

## Bemanning
| Positie           | Ruimtevaarder                           |                                         |
| ----------------- | --------------------------------------- | --------------------------------------- |
| Bevelhebber       | Joeri Malentsjenko, RSA 5e ruimtevlucht | Joeri Malentsjenko, RSA 5e ruimtevlucht |
| Flight Engineer 1 | Sunita Williams, NASA 2e ruimtevlucht   | Sunita Williams, NASA 2e ruimtevlucht   |
| Flight Engineer 2 | Akihiko Hoshide, JAXA 2e ruimtevlucht   | Akihiko Hoshide, JAXA 2e ruimtevlucht   |

## Reservebemanning
| Positie           | Ruimtevaarder          |                        |
| ----------------- | ---------------------- | ---------------------- |
| Bevelhebber       | Roman Romanenko, RSA   | Roman Romanenko, RSA   |
| Flight Engineer 1 | Chris Hadfield, CSA    | Chris Hadfield, CSA    |
| Flight Engineer 2 | Thomas Marshburn, NASA | Thomas Marshburn, NASA |

TMA-1 · TMA-2 · TMA-3 · TMA-4 · TMA-5 · TMA-6 · TMA-7 · TMA-8 · TMA-9 · TMA-10 · TMA-11 · TMA-12 · TMA-13 · TMA-14 · TMA-15 · TMA-16 · TMA-17 · TMA-18 · TMA-19 · TMA-01M · TMA-20 · TMA-21 · TMA-02M · TMA-22 · TMA-03M · TMA-04M · TMA-05M · TMA-06M · TMA-07M · TMA-08M  · TMA-09M · TMA-10M · TMA-11M · TMA-12M · TMA-13M · TMA-14M · TMA-15M · TMA-16M · TMA-17M · TMA-18M · TMA-19M · TMA-20M